# Фіялка кримська
Фія́лка кри́мська, або фіа́лка кри́мська (Viola oreades) — вид рослин з родини фіалкових, поширений у Криму, північному Кавказі, Вірменії, Азербайджані, Грузії, Туреччині.

## Опис
Багаторічна рослина до 15 см заввишки. Рослина з підземними повзучими ниткоподібними пагонами. Стебло з укороченими міжвузлями. Квітки великі, 35–40 мм у діаметрі. Прилистки лінійно-довгасті, 5–18 мм. Листки яйцеподібні або еліптичні. Квіти жовті або фіолетові.
Цвіте у квітні й травні. Плодоносить у липні. Розмножується вегетативно й насінням.

## Поширення
Поширений у Криму, північному Кавказі, Вірменії, Азербайджані, Грузії, Туреччині.
В Україні вид зростає на яйлах — у Криму.

## Загрози й охорона
Популяції скорочуються внаслідок зривання квітів на букети, викопування рослин, заліснення яйл, порушення степів внаслідок розорювання.
Занесений до Червоної книги Україні в статусі «Рідкісний». Охороняють у Ялтинському гірсько-лісовому та Кримському ПЗ.